# Giải BAFTA cho dựng phim xuất sắc nhất
Giải BAFTA cho dựng phim xuất sắc nhất là một trong các giải thưởng hàng năm của Viện Hàn lâm Nghệ thuật Điện ảnh và Truyền hình Anh quốc dành cho người dựng phim xuất sắc nhất. Các thành viên có quyền biểu quyết của Viện Hàn lâm Nghê thuật Điện ảnh và Truyền hình Anh quốc chọn ra những người dựng phim của 5 bộ phim được đề cử vào vòng chung kết, không bao gồm các trợ lý, sau đó bỏ phiếu để bầu chọn người dựng phim xuất sắc nhất.

## Thập niên 2010
- 2014 - Whiplash – Tom Cross
  - Birdman – Douglas Crise, Stephen Mirrione
  - Nightcrawler – John Gilroy
  - The Grand Budapest Hotel – Barney Pilling
  - The Imitation Game – William Goldenberg
  - The Theory of Everything – Jinx Godfrey
- 2013 – Rush – Daniel P. Hanley, Mike Hill
  - 12 Years a Slave – Joe Walker
  - Captain Phillips – Christopher Rouse
  - Gravity – Mark Sanger, Alfonso Cuarón
  - The Wolf of Wall Street – Thelma Schoonmaker
- 2012 – Argo – William Goldenberg
  - Django Unchained – Fred Raskin
  - Life of Pi – Tim Squyres
  - Skyfall – Stuart Baird
  - Zero Dark Thirty – Dylan Tichenor, William Goldenberg
- 2011 – Senna – Gregers Sall, Chris King
  - The Artist – Anne-Sophie Bion, Michel Hazanavicius
  - Tinker Tailor Soldier Spy – Dino Jonsater
  - Drive – Mat Newman
  - Hugo – Thelma Schoonmaker
- 2010 – The Social Network – Angus Wall, Kirk Baxter
  - 127 Hours – Jon Harris
  - Black Swan – Andrew Weisblum
  - Inception – Lee Smith
  - The King's Speech – Tariq Anwar

## Thập niên 2000
- 2009 – The Hurt Locker – Chris Innis, Bob Murawski
  - Avatar – James Cameron, John Refoua, Stephen E. Rivkin
  - District 9 – Julian Clarke
  - Inglourious Basterds – Sally Menke
  - Up in the Air – Dana E. Glauberman
- 2008 – Slumdog Millionaire – Chris Dickens
  - Changeling – Joel Cox, Gary D. Roach
  - The Curious Case of Benjamin Button – Kirk Baxter, Angus Wall
  - The Dark Knight – Lee Smith
  - Frost/Nixon – Daniel P. Hanley, Mike Hill
  - In Bruges – Jon Gregory

(Có 6 phim được đề cử cho giải này trong năm 2008 - thay vì 5 phim - vì có 2 phim ngang phiếu nhau)
- 2007 – The Bourne Ultimatum – Christopher Rouse
  - American Gangster – Pietro Scalia
  - Atonement – Paul Tothill
  - Michael Clayton – John Gilroy
  - No Country for Old Men – Roderick Jaynes
- 2006 – United 93 – Clare Douglas, Christopher Rouse, Rick Pearson
  - Babel – Stephen Mirrione Douglas Crise
  - The Departed – Thelma Schoonmaker
  - Casino Royale – Stuart Baird
  - The Queen – Lucia Zucchetti
- 2005 – The Constant Gardener – Claire Simpson
  - Crash – Hughes Winborne
  - Brokeback Mountain – Geraldine Peroni, Dylan Tichenor
  - Good Night, and Good Luck – Stephen Mirrione
  - La Marche de l'empereur – Sabine Emiliani
- 2004 – Eternal Sunshine of the Spotless Mind – Valdís Óskarsdóttir
  - The Aviator – Thelma Schoonmaker
  - Collateral – Jim Miller, Paul Rubell
  - Shi mian mai fu – Long Cheng
  - Vera Drake – Jim Clark
- 2003 – Lost in Translation – Sarah Flack
  - The Lord of the Rings: The Return of the King – Jamie Selkirk
  - Cold Mountain – Walter Murch
  - 21 Grams – Stephen Mirrione
  - Kill Bill: Vol. 1 – Sally Menke
- 2002 – City of God – Daniel Rezende
  - Chicago – Martin Walsh
  - Gangs of New York – Thelma Schoonmaker
  - The Hours – Peter Boyle
  - The Lord of the Rings: The Two Towers – Michael J. Horton
- 2001 – Mulholland Drive – Mary Sweeney
  - Black Hawk Down – Pietro Scalia
  - Moulin Rouge! – Jill Bilcock
  - The Lord of the Rings: The Fellowship of the Ring – John Gilbert
  - Le Fabuleux destin d'Amélie Poulain – Hervé Schneid
- 2000 – Gladiator – Pietro Scalia
  - Traffic – Stephen Mirrione
  - Wo hu cang long – Tim Squyres
  - Erin Brockovich – Anne V. Coates
  - Billy Elliot – John Wilson

## Thập niên 1990
- 1999 – American Beauty –  Tariq Anwar, Christopher Greenbury
  - The Matrix – Zach Staenberg
  - The Sixth Sense – Andrew Mondshein
  - Being John Malkovich – Eric Zumbrunnen
- 1998 – Shakespeare in Love – David Gamble
  - Saving Private Ryan – Michael Kahn
  - Elizabeth – Jill Bilcock
  - Lock, Stock and Two Smoking Barrels – Niven Howie
- 1997 – L.A. Confidential –  Peter Honess
  - Titanic – Conrad Buff, James Cameron, Richard A. Harris
  - The Full Monty – Nick Moore, David Freeman
  - Romeo + Juliet – Jill Bilcock
- 1996 – The English Patient –  Walter Murch
  - Fargo – Roderick Jaynes
  - Evita – Gerry Hambling
  - Shine – Pip Karmel
- 1995 – The Usual Suspects –  John Ottman
  - Apollo 13 – Mike Hill, Daniel P. Hanley
  - Babe – Marcus D'Arcy, Jay Friedkin
  - The Madness of King George – Tariq Anwar
- 1994 – Speed –  John Wright
  - Forrest Gump – Arthur Schmidt
  - Four Weddings and a Funeral – Jon Gregory
  - Pulp Fiction – Sally Menke
- 1993 – Schindler's List –  Michael Kahn
  - The Fugitive – Dennis Virkler, David Finfer, Dean Goodhill, Don Brochu, Richard Nord, Dov Hoenig
  - In the Line of Fire – Anne V. Coates
  - The Piano – Veronika Jenet
- 1992 – JFK – Joe Hutshing, Pietro Scalia
  - The Player – Geraldine Peroni
  - Cape Fear – Thelma Schoonmaker
  - Howards End – Andrew Marcus
  - Strictly Ballroom – Jill Bilcock
- 1991 – The Commitments – Gerry Hambling
  - Dances with Wolves – Neil Travis
  - The Silence of the Lambs – Craig McKay
  - Thelma & Louise – Thom Noble
- 1990 – Goodfellas – Thelma Schoonmaker
  - Crimes and Misdemeanors – Susan E. Morse
  - Dick Tracy – Richard Marks
  - Nuovo cinema Paradiso – Mario Morra

## Thập niên 1980
- 1989 – Mississippi Burning – Gerry Hambling
  - Dangerous Liaisons – Mick Audsley
  - Dead Poets Society – William M. Anderson
  - Rain Man – Stu Linder
- 1988  – Fatal Attraction – Michael Kahn, Peter E. Berger
  - A Fish Called Wanda – John Jympson
  - The Last Emperor – Gabriella Cristiani
  - Who Framed Roger Rabbit – Arthur Schmidt
- 1987 – Platoon – Claire Simpson
  - Cry Freedom – Lesley Walker
  - Hope and Glory – Ian Crafford
  - Radio Days – Susan E. Morse
- 1986  – The Mission – Jim Clark
  - Hannah and Her Sisters – Susan E. Morse
  - Mona Lisa – Lesley Walker
  - A Room with a View – Humphrey Dixon
- 1985  – Amadeus – Nena Danevic, Michael Chandler 
  - Back to the Future – Arthur Schmidt, Harry Keramidas
  - A Chorus Line – John Bloom
  - Witness – Thom Noble
- 1984 – The Killing Fields – Jim Clark
  - Another Country – Gerry Hambling
  - Indiana Jones and the Temple of Doom – Michael Kahn
  - Under Fire – John Bloom, Mark Conte
- 1983 – Flashdance – Bud S. Smith, Walt Mulconery
  - The King of Comedy – Thelma Schoonmaker
  - Local Hero – Michael Bradsell
  - Zelig – Susan E. Morse
- 1982  – Missing –  Françoise Bonnot 
  - Blade Runner – Terry Rawlings
  - E.T. the Extra-Terrestrial – Carol Littleton
  - Gandhi – John Bloom
- 1981  – Raging Bull –  Thelma Schoonmaker 
  - Chariots of Fire – Terry Rawlings
  - The French Lieutenant's Woman – John Bloom
  - Raiders of the Lost Ark – Michael Kahn
- 1980  – All That Jazz –  Alan Heim 
  - The Elephant Man – Anne V. Coates
  - Fame – Gerry Hambling
  - Kramer vs. Kramer – Gerald B. Greenberg

## Thập niên 1970
- 1979 – The Deer Hunter –  Peter Zinner 
  - Alien – Terry Rawlings
  - Apocalypse Now – Richard Marks, Walter Murch, Gerald B. Greenberg, Lisa Fruchtman
  - Manhattan – Susan E. Morse
- 1978 – Midnight Express –  Gerry Hambling 
  - Close Encounters of the Third Kind – Michael Kahn
  - Julia – Walter Murch
  - Star Wars – Paul Hirsch, Marcia Lucas, Richard Chew
- 1977 – Annie Hall –  Ralph Rosenblum, Wendy Greene Bricmont 
  - Network – Alan Heim
  - Rocky – Richard Halsey
  - A Bridge Too Far – Antony Gibbs
- 1976 – One Flew Over the Cuckoo's Nest –  Richard Chew, Lynzee Klingman, Sheldon Kahn 
  - All the President's Men – Robert L. Wolfe
  - Taxi Driver – Marcia Lucas, Tom Rolf, Melvin Shapiro
  - Marathon Man – Jim Clark
- 1975  – Dog Day Afternoon –  Dede Allen 
  - The Godfather Part II – Peter Zinner, Barry Malkin, Richard Marks
  - Jaws – Verna Fields
  - Rollerball – Antony Gibbs
- 1974 – The Conversation –  Walter Murch, Richard Chew
  - Chinatown – Sam O'Steen
  - Murder on the Orient Express – Anne V. Coates
  - The Three Musketeers – John Victor-Smith
- 1973  – The Day of the Jackal –  Ralph Kemplen 
  - Charley Varrick – Frank Morriss
  - Don't Look Now – Graeme Clifford
  - The National Health – Ralph Sheldon
- 1972 – The French Connection –  Gerald B. Greenberg 
  - Cabaret – David Bretherton
  - A Clockwork Orange – Bill Butler
  - Deliverance – Tom Priestley
- 1971 – Sunday Bloody Sunday –  Richard Marden 
  - Fiddler on the Roof – Antony Gibbs, Robert Lawrence
  - Performance – Antony Gibbs
  - Taking Off – John Carter
- 1970  – Butch Cassidy and the Sundance Kid –  John C. Howard, Richard C. Meyer 
  - MASH – Danford B. Greene
  - Ryan's Daughter – Norman Savage
  - They Shoot Horses, Don't They? – Fredric Steinkamp

## Thập niên 1960
- 1969 – Midnight Cowboy –  Hugh A. Robertson 
  - Bullitt – Frank P. Keller
  - Oh! What a Lovely War – Kevin Connor
  - Z – Françoise Bonnot
- 1968 – The Graduate –  Sam O'Steen 
  - The Charge of the Light Brigade – Kevin Brownlow
  - Oliver! – Ralph Kemplen
  - Romeo and Juliet – Reginald Mills